# Sclerophrys togoensis
Sclerophrys togoensis és una espècie de gripau de la família Bufonidae. Va ser descrit com a Bufo togoensis per Ernst Ahl el 1924. La nova classificació taxonòmica proposada per Frost et alii el 2006 Amietophrynus togoensis és obsoleta. Es considera com un sinònim minor des de l'estudi d'Ohler & Dubois del 2016. Segons Rödel & Branch, S. togoensis, S. camerunensis i S. cristiglans s'assemblen molt i caldria una reavaluació acurada de l'estatut taxonòmic.

## Descripció
Té un dimorfisme sexual marcat: la femella és marró sòlid a l'esquena, grisa als costats amb taques marrons vellutades fosques, especialment sota el plec de la pell parotidi. El mascle a tot el cos uniformement gris clar, sense cap marca.

## Distribució
Habita a Costa d'Ivori, Ghana, Guinea, Libèria, Sierra Leone i Togo. El seu hàbitat inclou boscos tropicals o subtropicals secs i a baixa altitud i rius. Tot i romandre en la categoria de risc mínim de la Llista Vermella de la UICN, la població està minvant, per la urbanització, la desforestació i l'agricultura.